# Wojsiaty
Wojsiaty (lit. Vaišėtai) − wieś na Litwie, w rejonie solecznickim, 2 km na wschód od Podborza, zamieszkana przez 8 ludzi. Przed II wojną światową w Polsce, w powiecie lidzkim województwa nowogródzkiego.